# Église Saint-Martin de Namps-au-Val
L'église Saint-Martin est une église catholique située à Namps-au-Val, hameau de la commune de Namps-Maisnil, dans le département de la Somme, en France.

## Historique
L'édifice est classé au titre des monuments historiques en 1846.

## Caractéristiques
L'église Saint-Martin de Namps-au-Val est construite en pierre. Elle est pour partie de style roman et pour partie de style gothique.
L'église de Namps-au-Val conserve un certain nombre d'objets  inscrits au titre objet le 10 avril 1979 :
- graffiti sur pierre : l'an Mil CCCCLXXVI ... dieu ... Faicte. (1476) ;
- statue en bois de saint Jean-Baptiste (XVIe siècle) ;
- gloire pour l'exposition du saint sacrement (XVIIIe siècle) ;
- maître-autel avec tabernacle en bois bruni doré (XVIIIe siècle) ;
- statue en bois de saint Martin évêque (premier quart du XIXe siècle) ;
- statue : Vierge au serpent, en bois doré (XIXe siècle) ;
- statue en bois peint du Christ en croix (XIXe siècle) attribuée au sculpteur Ramboue (ou Rambout), collaborateur des frères Duthoit.